# Pun choi
El pun choi es una receta tradicional originaria de la gastronomía hakka. También se encuentra en varias partes de Hong Kong. Se sirve en un cuenco de madera, porcelana o metal.

## Origen
Se dice que el pun choi fue inventado a finales de la dinastía Song. Cuando las tropas mongolas invadieron China, el joven emperador huyó a la región cercana a Guangdong y Hong Kong. Para servir al emperador y su ejército, los habitantes del lugar tomaron la mejor comida de que disponían, la cocinaron y como no tenían suficientes platos, la sirvieron en cuencos.

## Ingredientes
El pun choi incluye ingredientes tales como cerdo, ternera, cordero, pollo, pato, abulón, ginseng, aleta de tiburón, vejiga natatoria, gamba, cangrejo, hongos secos, bolas de pescado, calamar, anguila seca, gamba seca, corteza de cerdo, tofu y daikon.
El pun choi es especial por estar compuesto de muchas capas de ingredientes diferentes. También se come capa a capa en lugar de mezclar los ingredientes, aunque los comensales impacientes puede tomar primero el jugoso rábano picante del fondo usando palillos.
El pun choi tradicional se sirve en grandes cuencos metálicos con una bandeja de metal perforada debajo para evitar que la comida se queme, ya que se mantiene caliente en un hornillo mientras se sirve.
Algunos restaurantes cambian la receta añadiendo gambas y ostras frescas en lugar de secas. Esto aumenta el riesgo de contaminación bacteriana, lo que hace que deba cocinarse bien.

## Aspectos culturales
Se sirve a menudo en fiestas y rituales religiosos, ocasiones especiales y banquetes de boda. Desde los años 1990 el pun choi se popularizó en las ciudades, y puede encontrarse en muchos restaurantes cantoneses en otoño e invierno.